# Церква святого архистратига Михаїла (Хмельницький)
Церква святого архистратига Михаїла в Хмельницькому — парафія і храм греко-католицької громади Хмельницького деканату Кам'янець-Подільської єпархії Української греко-католицької церкви в Хмельницькому.

## Історія церкви
Парафія в мікрорайоні Ракове міста Хмельницького була зареєстрована 27 червня 2011 року о. Ярославом Єфремовим.
Будівництво храму розпочали 8 липня 2012 року о. Віталій Футорський та о. Ярослав Єфремов. Завдяки допомозі та фінансуванню митрополита Василія Семенюка і Тернопільсько-Зборівської архієпархії, будівництво було успішно завершено.
Храм, розташований на вулиці Довженка, 10/2, освятив владика Василій Семенюк 5 січня 2014 року.

## Парохи
- о. Віталій Футорський (з 2013).

о. Степан Яблунівський ( з 2018)